# Acalolepta korolensis
Acalolepta korolensis är en skalbaggsart som först beskrevs av Masaki Matsushita 1932.  Acalolepta korolensis ingår i släktet Acalolepta och familjen långhorningar. Inga underarter finns listade i Catalogue of Life.